# Ильинское сельское поселение (Кущёвский район)
Ильинское сельское поселение — муниципальное образование в составе Кущёвского района Краснодарского края России.
В рамках административно-территориального устройства Краснодарского края ему соответствует Ильинский сельский округ.
Административный центр — село Ильинское.

## Население
| 2010  | 2012  | 2013  | 2014  | 2015  | 2016  | 2017  |
| ----- | ----- | ----- | ----- | ----- | ----- | ----- |
| 1306  | ↘1288 | ↘1280 | ↘1275 | ↘1263 | ↗1273 | →1273 |
| 2018  | 2019  | 2020  | 2021  | 2023  |       |       |
| ↘1271 | ↘1246 | ↘1238 | ↘1033 | ↘991  |       |       |

## Населённые пункты
В состав сельского поселения (сельского округа) входят 5 населённых пунктов:
| № | Населённый пункт | Тип населённого пункта | Население (чел.) |
| - | ---------------- | ---------------------- | ---------------- |
| 1 | Ильинское        | село                   | ↘1131            |
| 2 | Новобатайский    | хутор                  | ↘43              |
| 3 | Осенний          | хутор                  | ↘132             |